# Desserobdella phalera
Desserobdella phalera är en ringmaskart som först beskrevs av Arnold Graf 1899.  Desserobdella phalera ingår i släktet Desserobdella och familjen broskiglar. Inga underarter finns listade i Catalogue of Life.